# Takozvani (album)
Takozvani je treći studijski album (prvi samostalni) Generala Wooa, u izdanju Menarta. Producenti albuma su Baby Dooks, Koolade, Dash. Na albumu se pojavljuju umjetnici Ivana Husar, Ivana Kindl, Mirza, XL, Lucas, Stupni, Bolesna Braća i Target.

## Popis pjesama
| R. b. | Naslov                     | Gostovanja            | Producenti | Trajanje |
| ----- | -------------------------- | --------------------- | ---------- | -------- |
| 1.    | "Boli me"                  |                       | Baby Dooks | 3:43     |
| 2.    | "Gledaj Klošara"           | Ivana Kindl           | Baby Dooks | 3:11     |
| 3.    | "Fix"                      | Bolesna Braća, Target | Baby Dooks | 5:09     |
| 4.    | "Poslovni"                 | XL                    | Baby Dooks | 4:35     |
| 5.    | "Ajde!"                    | Kile, Ivana Kindl     | Baby Dooks | 3:51     |
| 6.    | "Vozim"                    | Bizzo                 | Baby Dooks | 5:06     |
| 7.    | "Takozvani"                | TakoZvani             | Dash       | 3:29     |
| 8.    | "S tobom ne znam"          | Ivana Husar           | Baby Dooks | 4:38     |
| 9.    | "Djeca kvarta"             | Baby Dooks, Mirza     | Baby Dooks | 3:41     |
| 10.   | "Nema Veze"                | Stupni, Ujko Stu      | Koolade    | 3:49     |
| 11.   | "Brojimo te novce"         |                       | Baby Dooks | 3:55     |
| 12.   | "Pričam priču"             | Target, Lucas         | Koolade    | 4:15     |
| 13.   | "Karanje (Skrivena Stvar)" | Baby Dooks            | Baby Dooks | 3:57     |